# 内斯比恩 (市镇)
内斯比恩（挪威語：Nesbyen）是挪威布斯克吕郡的市镇，行政中心为內斯比恩镇。市镇面积为810平方公里，人口数量为3,467人（2004年），人口密度为每平方公里4人。